# Cada Macaco no Seu Galho
Cada Macaco no Seu Galho é uma música composta pelo sambista baiano Riachão, sendo uma de suas mais famosas composições. Ela ganhou notoriedade por ter sido escolhida por Caetano Veloso e Gilberto Gil, em 1972, para marcar seus retornos ao Brasil depois de exílio político durante o regime militar no país. Eles a gravaram num compacto de Gilberto Gil de 1972 em uma versão que se tornou rara.

## Regravações
- Riachão a gravou no álbum Samba da Bahia - Riachão, Batatinha e Panela, de 1975.
- A música foi gravada pelo grupo Gang do Samba no álbum Axé Bahia 2000, de 2000.
- A música foi gravada por Gal Costa no álbum Bossa Tropical, de 2002.
- Em 2004, pelo grupo Lampirônicos, no álbum Toda prece.[6]
- Em 2008, por Beth Carvalho, no álbum ao vivo Beth Carvalho Canta o Samba da Bahia Ao Vivo.